# المتحف الإسلامي (كوالالمبور)
متحف الفنون الإسلامية في كوالالمبور بماليزيا (بالملايو: Muzium Kesenian Islam Malaysia) هو أحد أضخم متاحف الفن الإسلامي في جنوب شرق آسيا، تم افتتاحه رسمياً في 12 ديسمبر 1998. ويقع المتحف في قلب الحزام السياحي للمدينة الذي يضم حدائق بيردانا النباتية، والمسجد الوطني الشهير، وحديقة الطيور، والقبة السماوية الوطنية.
حيث يقع هذا المتحف على مساحة 30 ألف متر مربع في كوالالمبور، ثمانية آلاف قطعة تم انتقاؤها بعناية فائقة هي مقتنيات هذا المتحف، لكنه يتميز عن غيره من متاحف العالم بالتركيز على الفن الإسلامي في جنوب شرقي آسيا والهند، وهي منطقة لم تنل مقداراً كافياً من الاهتمام من الباحثين. إن أكثر ما يلفت في هذا المتحف هو طرائفه من التحف، ومنها مهد طفل، حيث قام الحرفيون المسلمون بتجميل كل ما يحيط بهم، وكان النجارون أكثر براعة في ذلك، لأن الخشب في الكثير من البلدان الإسلامية كان نادراً وذا قيمة عالية، فقد تفننوا في الاستفادة منه وفي زخرفته، وتبرز هنا مهارة الفنانين في مهد لطفل هزاز يعود إلى العصر العثماني، زخرف بزخارف نباتية دقيقة، أضاف لها التذهيب لمسة جعلت المهد تحفة فنية.
تحفة إضافية طريفة في المتحف هي مشط اللحية الذي يعبر عن حب المغول للترف، المشط الفضي المذهَّب ليس مجرد عمل فني لكنه به حيلة غاية في الإبداع، إذ يعلوه ببغاءان مبتهجان بينهما سدادة تمكن إزالتها للسماح للمشط لكي يمتلئ بماء الورد.
يضم المتحف عدداً من القاعات المختصة، أبرزها قاعة القرآن الكريم والمخطوطات وتقدم مجموعة المصاحف والمخطوطات في متحف الفن الإسلامي الماليزي، رؤية متكاملة لتطور فن الخط العربي وزخرفة المصاحف والمخطوطات، أقدم أجزاء المصحف الشريف في شمال أفريقيا. وتتنوع المصاحف المحفوظة في المتحف، منها مصحف نادر كتب بالخطين الثُلث والنسخ به حليات رائعة، يعود إلى القرن 10هـ/ 16م نسخ في أوزبكستان. أما المصحف المملوكي الذي في المتحف فلم يكن معروفاً من ذي قبل، لذا يعد إضافة إلى المصاحف المملوكية التي تحتفظ بها دار الكتب المصرية، ويعود إلى القرن 8هـ/ 14م، وقد كتب بالخط الثلث، وأسماء السور بالخط الكوفي على أرضية نباتية. وهناك مصحف مملوكي آخر كتب بالخط المحقق يعود إلى مصر أو سورية كتب في القرن 8هـ/ 14م، أما المخطوطات المحفوظة في المتحف فأبرزها مخطوط دلائل الخيرات وهو يعود إلى العصر العثماني، وبه حواشٍ وتعليقات من فترات مختلفة. لكن أطرف ما في المتحف لوحات خشبية كان يستخدمها الأطفال في إثيوبيا لتعلم القراءة والكتابة والحساب في الكتاتيب. تتكامل مع مجموعات المخطوطات، مجموعة أدوات الكتابة بدءاً من المقالم التي تنفرد مجموعة هذا المتحف أنها صنعت من مواد مختلفة مثل البورسلين، ومنها مقلمة صنعت في الصين في القرن 9هـ/ 15م، بزخارف نباتية زرقاء على أرضية بيضاء. وفي المتحف مقلمة نادرة من الفضة ذات زخارف نباتية من زهور وفروع نباتية محفورة ببراعة، لا يفتح غطاؤها من أعلى بل من الجانب، وهي صنعت في كشمير، ويوجد واحدة منها في المتحف نفسه صنعت من الخشب وزخرفت بالرسم بزخارف نباتية تذكرنا بزخارف النسيج الكشميري.

## القاعة الهندية
يعود ازدهار الهند في العصور الإسلامية إلى ثلاثة قرون قبل عصر المغول (1526 - 1828)، حيث حكمت سلالات إسلامية متعددة شمال الهند، وجلبت معها التأثيرات الفارسية في شكل رئيسي إلى شبه القارة الهندية، وبوصول بايور مؤسس الإمبراطورية المغولية، كان الوضع مهيئاً لازدهار روعة الفن الإسلامي في الهند، فقد كانت العائلة الحاكمة تتحدّر من أصول تركية ومنغولية، وكانت كبرى مساهماتها الخالدة هي التوفيق ما بين ثقافتي آسيا الوسطى والهند.
وكانت إنجازات المغول شاملة، حيث تم تجميل نواحي الحياة كافة من دون قيد، إذ اهتموا بالأزياء مقدار اهتمامهم بالمجوهرات، وتبقى إنجازاتهم المعمارية فريدة لا نظير لها. يقدم المعرض الهندي لمحة عن العوالم العامة والخاصة للمغول. وهناك مميزات كثيرة من الفن المغولي التي تبتعد عن الاتجاه الإسلامي العام، وتتجلى من طريق فن رسم الأشخاص بصورة مبهجة، إضافة إلى المرح الصاخب في التمثيل المجازي، إذ نهجت الدولة المغولية نهجاً جديداً في نظرتها إلى التفاصيل. إن السحر الدائم في هذه الصور الصغيرة يرجع في شكل جزئي إلى رشاقتها، وإلى النظرة المفعمة بالحياة، حيث تبدو كأنها تعيش تلك الأوقات المسرفة في الترف. إن الصور الصغيرة من هذه الحقبة مليئة بصور الحكام، والخدم، والخيول سوية مع مقالات قصيرة مفيدة عن الموضة والتصميم الداخلي.
إن المجوهرات شبيهة بصورها الفنية، فالأسلحة والدروع المغولية اتخذت خطوة جديدة، إذ نادراً ما شهدت الأسلحة نوعاً من الزينة التي جاءت في شكل سلس على المغول، وتماشياً مع أسلافهم من آسيا الوسطى فقد كان لحجر اليشم منزلة خاصة عندهم، إذ استخدم في أعداد لا تحصى من مقابض الخناجر التي تكون غالباً محررة من المجوهرات والبطانات الذهبية.

## القاعة الصينية
توجد صلة قديمة ما بين الإسلام والصين، فطبقاً للسجلات الصينية، زار مبعوثون مسلمون الإمبراطور تانغ، وذلك بعد عقود عدة فقط من تأسيس الخلافة الإسلامية، وتم استقبال رسالة الإسلام بحماسة شديدة في المراكز التجارية الصينية الرئيسية مثل كسيان وجوانغ دونغ، وإنتشرت لاحقاً في المحافظات الصينية الغربية، خلال فترة حكم سلالة سونغ (960 - 1279م) انتشرت المساجد في أنحاء الصين كافة، وبلغ الإسلام الذروة في الصين خلال المملكة الوسطى أثناء عصر سلالة مينغ (1368 - 1644)، والتي إكتسب المسلمون خلالها تأثيراً سياسيا لم يسبق له مثيل، وأدى التقاء أعظم قوتين في ذلك العصر إلى تبادل بعيد المدى على الصعيدين الثقافي والتقني، فكان الفن الإسلامي في الصين يتمتع بهوية خاصة، سواء كان استخدامه للاستعمال الداخلي أو لسوق التصدير الضخمة. إلا أن هذه المساهمات الفريدة للفن الإسلامي الصيني أُهملت في شكل واسع من جانب مؤرخي الفن حتى فترة قريبة من الزمن، حيث بدأ الاهتمام به أخيراً وبدأ يلاقي الاهتمام الذي يستحقه.
هناك مجال واحد مهم في الفن الصيني، لعب فيه خط اليد دوراً صغيراً نسبياً ألا وهو السيراميك، إذ كانت تصنع السلع للسوق المحلية، والتي نادراً ما وضعت الكلمات المكتوبة سواء باللغة الصينية أو غيرها من اللغات، إلا أن السلع التي أُنتجت في عهد سلالة مينغ وكانت الاستثناءات تتميز باللونين الأبيض والأزرق وتم تزيينها بالنقوش الإسلامية. نظراً إلى حاجة سوق التصدير، قامت الصين بإيجاد مجموعة من المنتجات التي تناسب الأذواق كافة، ابتداء من فترة مينغ وما تلاها خلال التاريخ الصيني، إذ إن الأشكال الغربية بالنسبة إلى التقاليد الصينية مثل صناديق حفظ الأقلام، تم صُنعها لتلبية احتياجات أسواق ما وراء البحار، وكلف المسلمون في الصين تصديرَ السلع إلى بلاد مختلفة مثل الأناضول، وشرق أفريقيا، وجنوب شرقي آسيا، وفارس، وطُليت الآنية المصقولة وتم تزيينها بالنقوش الدينية أو السحرية، والتي كانت تحظى بشعبية كبيرة.
وتوجد أنواع أخرى من السيراميك الصيني عدلت تبعاً للحاجات المحلية عوضاً عن الطلب، ففي حالة رشاشات ماء الورد، والتي كانت مستخدمة في أنحاء العالم الإسلامي كافة، جرى العرف على التكيف مع المتطلبات الجديدة، وذلك من طريق تكييف الأشكال المعتمدة على مزهريات الزهور الخزفية بإضافة أيدٍ فضية إلى عُنق المزهريات.
يعتبر فن الخط من الفنون الموقرة في الصين، حيث يتماشى مع المثالية الإسلامية، على رغم أن النتائج كانت في الغالب مختلفة عن الأعمال الخطية للمناطق الأخرى من العالم الإسلامي. إن المصحف الصيني يتبع النمط العالمي على رغم استخدامه الخط الصيني الخاص، ومن الأعمال المتميزة للفنانين الصينيين اللفائف الخطية التي تنتهج الموقف الصيني التقليدي، حيث تعرض هذه المعلقات الجدارية الاستخدام الجريء للفرشاة عوضاً عن دقة قلم القصبة الإسلامي النموذجي. إن الكلمات المكتوبة وجدت أيضاً في الكثير من المنتجات الإسلامية الأخرى التي صنعت في الصين، ومن أكثرها شيوعاً سلع الكلوازوميه «المينا المحجزة بالسلك»، والتي بدأ الصينيون بإنتاجها بكميات كبيرة خلال القرن الخامس عشر. إن ألوان الطلاء الغنية ساعدت في تناسق الألوان الحية بين القطع الخطية الفنية التي تعبر عن الانتماء الإسلامي.
إن الشهادة هي تأكيد الإيمان والثناء على الله، وهي من أكثر الإضافات مثالية لمشاعل البخور والمزهريات، والتي لربما فيما عدا ذلك انتهت في معابد الطاوية أو على المذابح البوذية، وامتزاج الثقافات واضح في الآنية البرونزية للمذابح والتي كُيفت لتناسب أذواق الرعاة المسلمين.

## قاعة الملايو
يمتد عالم الملايو على شكل قوس يبتدئ بجنوب تايلاند، ماراً خلال شبه جزيرة الملايو وسومطرة، وصولاً إلى جزيرة جاوا وسولاويسي وجنوب الفيليبين، حيث كان يعتبر هذا الأرخبيل عبارة عن الحدود الشرقية للعالم الإسلامي للـ500 عام الماضية. وتتألف فنون المنطقة من تقاليد عدة تتلاءم مع الأرض الاستوائية. لقرون عدة، كانت منطقة جنوب شرقي آسيا جزءاً من أعظم طريق تجاري شهده العالم، بصورة فاقت طريق الحرير من ناحية الكم والنوع، حيث كانت ملتقى الكثير من الإمبراطوريات الآسيوية المختلفة، إضافة إلى القوى التجارية الجديدة التي ظهرت في الغرب. وسط هذه التأثيرات العالمية كان الإسلام يقود ثقافة من الترف المقيد، والتي تشابه الفن الإسلامي في الصين في أنه حديثاً فقط تم اكتشافه والاهتمام به من جانب مؤرخي الفن.
إن الحرف الخشبية والمعدنية تعتبر من الفنون التقليدية التي اشتهر بها عالم الملايو، وعالم الطبيعة أعطى الإلهام للحرفيين لتزيين المواد، سواء كانت للاستخدام الدنيوي «كأقراص الحياء» للأطفال، أو للاستخدام الديني كشبابيك المحاريب والمشربيات وصناديق القرآن. إن حيوية المفهوم ونوعية التنفيذ كانتا تحتل جزءاً كبيراً من عالم الحرف في عالم الملايو. وينطبق هذا بخاصة على الأدوات المستخدمة في الضيافة، والتي غالباً ما تكون على شكل زوج فضي مختار بعناية من أشكال رائعة متناسبة من الصواني والأواني النحاسية.
كان لعمال المعادن القدرة العالية على إنتاج الأسلحة، والتي تتراوح أحجامها ما بين الخناجر النسائية ذات الأبعاد الصغيرة إلى رماح الرمي الضخمة. إن الخناجر الإندونيسية ذات الأنصال المتموجة في شكل مميز تمثل روح المحاربين في جنوب شرقي آسيا، وسواء قصد استخدامها في الاحتفالات الرسمية أو العملية فإنها تعبر دائماً عن القوة والهيبة، إضافة إلى مقابض الأغماد والأنصال التي صُنعت بإتقان لضمان نفاذها في شكل ممتاز، والتي من دون شك دليل على جودة صناعتها، إن الأعمال البطولية المدهشة لا تزال تنسب إلى الخناجر الإندونيسية، والتي يعتقد أنها قادرة على كل شيء من بكاء الدموع إلى الطيران من دون عناء لقتل ضحاياه. يغلب استخدام الأشكال الطبيعية على الفن الإسلامي لجنوب شرقي آسيا، حيث نجد الكثير من المواضيع المختلفة مثل النباتات المتجددة، فقد وجدت الفواكه والسحب في أنواع مختلفة من الأعمال الفنية مثل المنسوجات، والتي اتخذت في الغالب درجة معينة من الأفكار التجريدية، ما مكن من تصنيفها في مجال الهندسة البحتة، وبالتوازي مع ذلك فقد استخدم خط اليد لإعطاء صورة أكثر وضوحاً عن تعابير الاعتقادات الدينية، فقد أضافت المواد التي صنعت منها هذه الملابس قيمة فنية، حيث عكست الخيوط الذهبية والحرير المصبوغ المربوط بإتقان المكانة الأصلية المرموقة لهذه المنتجات.
إن فنون المخطوطات القرآنية في جنوب شرقي آسيا، حظيت باهتمام أقل من المنسوجات، ويمكن تمييز منسوجات جنوب شرقي آسيا مباشرة من خلال لفائفها النباتية ومواضيع الأزهار الأخرى التي تظهر امتنان الفنان للطبيعة. أما لوحة الألوان فهي متميزة أيضاً، ففيها الصدى مع التباينات المتقاربة للون الأحمر، الأصفر والأسود المزينة بالذهب على المخطوطات للقصور الملكية، إن مجموعة متحف الآثار الإسلامية ماليزيا ممثلة في شكل جيد بواسطة المصحف الشريف من الساحل الشرقي لشبه جزيرة الملايو، وهي عبارة عن منطقة تميزت في الماضي بثقافتها الإسلامية وخبرتها الخطية.